# Piotr Lopoukhine
Pour les articles homonymes, voir Lopoukhine.
Le prince Piotr Vassilievitch Lopoukhine (en russe : Пётр Васильевич Лопухин), né en 1753 à Saint-Pétersbourg et décédé en 1827, était un homme politique russe. Il fut membre du Conseil d'État le 30 mars 1801, ministre de la Justice du 8 octobre 1803 au 1er janvier 1810, et Président du Conseil des ministres (1816-1827) de la Russie impériale.

## Mariage
Piotr Vassilievitch Lopoukhine épousa Praskovia Ivanovna Levchina.
Une fille est née de cette union :
- Iekaterina Petrovna Lopoukhina (1783-1830)